# Ishwar Chandra Gupta
Pour les articles homonymes, voir Chandra et Gupta.
Ishwar Chandra Gupta (en bengali : ঈশ্বরচন্দ্র গুপ্ত), né le 6 mars 1812 à Kanchrapara et mort le 23 janvier 1859 à Calcutta, est un poète et écrivain bengali. 

## Biographie
Ishwar Chandra Gupta est né dans une famille Baidya (en). Il grandit chez son oncle après la mort de sa mère. Il passe la majeure partie de son enfance à Calcutta. À cette époque, les poètes s'ont appelé Kobiwala, et le langage des kobiwalas est considéré comme moins civilisé. Les propos à caractère sexuel et les disputes y sont monnaie courante. Mais Ishwar Chandra Gupta crée un style poétique différent.
Il fonde le journal Sambad Prabhakar avec Jogendra Mohan Tagore le 28 janvier 1831, qui devient un quotidien le 4 juin 1839. De nombreux écrivains bengalis du XIXe siècle commencent leur carrière dans ce journal. Gupta réintroduit dans la poésie bengali le style médiéval à double sens.
Il inaugure ainsi l'ère moderne de la poésie bengali. Il ne décrit pas la vie des dieux et des déesses, mais celle des êtres humains. 
Gupta est aussi l'auteur de biographies sur de nombreux poètes et musiciens bengalis.
Il satirise souvent la soi-disant classe moderne qui suit aveuglément le pouvoir colonial britannique. 
En politique, il est d'abord conservateur, opposé au mouvement des Jeunes Bengalis et désapprouvant le remariage des veuves. Ses opinions sur le remariage des veuves le mettent en désaccord avec Ishwar Chandra Vidyasagar (en). Il est l'un des premiers défenseurs d'une vision hindoue de la société indienne. Plus tard, ses opinions commencent à évoluer et il défend la cause du remariage des veuves vierges et de l'éducation des femmes.

## Hommage
- Le Ishwar Gupta Setu a été nommé en son honneur.